# William Stephen Poyntz
William Stephen Poyntz (20 janvier 1770 - 8 avril 1840) est un homme politique anglais whig et libéral qui siège à la Chambre des communes entre 1800 et 1837. 

## Biographie
Il est le fils de William Poyntz (décédé en 1809) et de son épouse Isabella (décédée en 1805), fille et cohéritière de Kelland Courtenay. Ses beaux-frères et cousins germains sont Edmund Boyle (8e comte de Cork), et le vice-amiral Sir Courtenay Boyle. 
Il fait ses études à Christ Church, Oxford . 
En juin 1800, il est élu lors d'une élection partielle en tant que député de St Albans et occupe le siège jusqu'aux élections générales de 1807 . Il est ensuite élu député de Callington lors d'une élection partielle en avril 1810 et occupe le siège jusqu'aux élections générales de 1818 . En février 1823, il est élu lors d'une élection partielle en tant que député de Chichester et occupe le siège jusqu'aux élections générales de 1830 . En mars 1831, il est élu lors d'une élection partielle comme député d'Ashburton où il est réélu en mai 1831 et occupe le siège jusqu'aux élections générales de 1835  lorsqu'il est élu député de Midhurst . Il est réélu en 1837, et occupe le siège jusqu'à sa démission plus tard en 1837. 

## Vie privée
Le 1er septembre 1794, Poyntz épouse l'hon. Elizabeth Mary Browne, fille d'Anthony Browne, 7e vicomte Montagu, et sœur et héritière de son frère le 8e vicomte. Ils vivaient à Midgham House dans le Berkshire et à Cowdray Park dans le West Sussex. Ils ont plusieurs enfants. Leurs deux fils se sont noyés à Bognor Regis le 7 juillet 1815. Seules deux de leurs filles ont eu une descendance: 
- Elizabeth Georgina Poyntz, qui épouse Frederick Spencer (4e comte Spencer)
- Isabella Poyntz, qui épouse Brownlow Cecil (2e marquis d'Exeter).

Poyntz est décédé à l'âge de 70 ans. 